# استاروسپیاشوو
استاروسپیاشوو (به لاتین: Starosepyashevo) یک منطقهٔ مسکونی در روسیه است که در باشقیرستان واقع شده‌است.